# Nono (santo)
Nono (siglo IV), fue un Obispo de Antioquía, venerado como santo por la Iglesia Ortodoxa y Católica. Su memoria litúrgica se celebra el 2 de diciembre.
Según la tradición cristiana, San Nono es el nombre del obispo que convirtió a santa Pelagia de Antioquía, cortesana de vida licenciosa, a través de su predicación y oración.
Según Delehaye, Nono era un diácono de la iglesia de Heliópolis (Heliópolis Siria; la actual Baalbek), que "fue un gran hombre, un perfecto monje, que, en razón de su vida virtuosa, fue sacado de su monasterio de Tabenna y hecho obispo [de Heliopolis]".